# Valerie French
Valerie French (eigentlich Valerie Harrison, * 11. März 1932 in London; † 3. November 1990 in New York City) war eine britische Schauspielerin.

## Leben
French verlebte ihre frühe Kindheit in Spanien und lebte dann in Worcestershire. 1954 gehörte sie zum BBC-Department und kam so zum Film, wo sie ihr Debüt in Maddalena gab. Früh, 1956, ging sie nach Hollywood, wo sie ihre besten Rollen in einigen Western erhielt. Unzufrieden mit der Entwicklung ihrer Filmkarriere, wandte sie sich ab den 1960er Jahren der Bühne zu und spielte in etlichen Broadway- und Off-Broadway-Stücken.
Sie war mit den Schauspielern Michael Pertwee (von 1952 bis 1959) und Thayer David (von 1969 bis 1975) verheiratet. Vor Thayer Davids Tod 1978 planten er und French, wieder zu heiraten
French starb an Leukämie.

## Filmografie (Auswahl)
- 1955: Der Mann ohne Furcht (Jubal)
- 1957: Fahrkarte ins Jenseits (Decision at Sundown)
- 1957: Reif für den Galgen (The Hard Man)
- 1957: Der 27. Tag (The 27th Day)
- 1957: Ums nackte Leben (The Garment Jungle)
- 1959: Die vier Schädel des Jonathan Drake (The Four Skulls of Jonathan Drake)
- 1968: Shalako